# Saison 2021-2022 du SCO d'Angers
Maillots
Chronologie
Saison précédente Saison suivante
La saison 2021-2022 du Angers SCO est la vingt-neuvième saison du club angevin en première division du championnat de France, la septième consécutive du club au sommet de la hiérarchie du football français.
Le club évolue en Ligue 1 et en Coupe de France.

## Transferts

### Transferts estivaux
| Nom                     | Nationalité   | Poste      | Transfert      | Provenance/Destination   | Division           |
| ----------------------- | ------------- | ---------- | -------------- | ------------------------ | ------------------ |
| Arrivées 0 €            |               |            |                |                          |                    |
| Billal Brahimi          | France        | Milieu     | Transfert      | Stade de Reims           | Ligue 1            |
| Batista Mendy           | France        | Milieu     | Libre          | FC Nantes                | Ligue 1            |
| Noah Nadje              | Côte d'Ivoire | Attaquant  | Libre          | FC Nantes                | Ligue 1            |
| Azzedine Ounahi         | Maroc         | Milieu     | Libre          | US Avranches             | National           |
| Blondon Meyapya Fongain | Cameroun      | Défenseur  | Libre          | Fauve Azur Elite FC      | Elite Two          |
| Gérald Baticle          | France        | Entraineur | Libre          | Olympique Lyonnais       | Ligue 1            |
| Casimir Ninga           | Tchad         | Attaquant  | Retour de prêt | Sivasspor                | Süper Lig          |
| Kevin Bemanga           | France        | Attaquant  | Retour de prêt | FC Sion                  | Super League       |
| Jason Mbock             | France        | Attaquant  | Retour de prêt | Neuchâtel Xamax          | Challenge League   |
| Anthony Mandréa         | France        | Gardien    | Retour de prêt | SO Cholet                | National           |
| Départs 12 000 000 €    |               |            |                |                          |                    |
| Rayan Aït-Nouri         | France        | Défenseur  | 12 000 000 €   | Wolverhampton            | Premier League     |
| Mateo Pavlović          | Croatie       | Défenseur  | Libre          | Amiens SC                | Ligue 2            |
| Stéphane Moulin         | France        | Entraineur | Libre          | SM Caen                  | Ligue 2            |
| Lassana Coulibaly       | Mali          | Milieu     | Fin de contrat | US Salernitana           | Serie A            |
| Ludovic Butelle         | France        | Gardien    | Fin de contrat | Red Star FC              | National           |
| Kevin Mouanga           | France        | Défenseur  | Fin de contrat | FC Annecy                | National           |
| Thomas Touré            | Côte d'Ivoire | Attaquant  | Fin de contrat | Libre                    |                    |
| Loïs Diony              | France        | Attaquant  | Prêt (OA)      | Étoile rouge de Belgrade | Super Liga         |
| Rachid Alioui           | Maroc         | Attaquant  | Prêt (OA)      | KV Courtrai              | Jupiler Pro League |
| Oussama Falouh          | Maroc         | Défenseur  | Prêt           | US Avranches             | National           |
| Jaly Mouaddib           | France        | Attaquant  | Prêt           | US Avranches             | National           |
| Ibrahim Amadou          | France        | Milieu     | Retour de prêt | FC Séville               | Liga Santander     |
| Yassin Fortuné          | France        | Attaquant  | Retour de prêt | FC Sion                  | Super League       |

### Transferts hivernaux
| Nom              | Nationalité | Poste     | Transfert | Provenance/Destination | Division |
| ---------------- | ----------- | --------- | --------- | ---------------------- | -------- |
| Arrivée          |             |           |           |                        |          |
| Nabil Bentaleb   | Algérie     | Milieu    | Transfert | -                      |          |
| Départs          |             |           |           |                        |          |
| Paul Bernardoni  | France      | Gardien   | Prêt      | AS Saint-Étienne       | Ligue 1  |
| Sada Thioub      | Sénégal     | Attaquant | Prêt      | AS Saint-Étienne       | Ligue 1  |
| Farid El Melali  | Algérie     | Milieu    | Prêt      | Pau FC                 | Ligue 2  |
| Frank Magri      | France      | Attaquant | Transfert | SC Bastia              | Ligue 2  |
| Antonin Bobichon | France      | Milieu    | Prêt      | AS Nancy-Lorraine      | Ligue 2  |
| Billal Brahimi   | France      | Milieu    | Transfert | OGC Nice               | Ligue 1  |

## Championnat
La Ligue 1 2021-2022 est la quatre-vingt quatrième édition du championnat de France de football et la dix-huitième sous l'appellation « Ligue 1 ». La division oppose vingt clubs en une série de trente-huit rencontres. Le SCO participe à cette compétition pour la vingt-neuvième fois de son histoire et la septième fois de suite depuis la saison 2015-2016.

## Joueurs

### Effectif professionnel actuel
Le tableau ci-dessous recense l'effectif professionnel d'Angers SCO pour la saison 2021-2022.

### Équipe Réserve Angers SCO N2
Ce tableau liste l'effectif de la réserve du SCO d'Angers pour la saison 2021-2022.